# Chuyến bay 122 của Hewa Bora Airways
Ngày 15 tháng 4 năm 2008, chiếc máy bay McDonnell Douglas DC-9-51 của hãng Hewa Bora Airways rơi ở một khu vực dân cư Goma, Cộng hòa Dân chủ Congo. Các báo cáo ban đầu cho thấy chuyến bay này của hãng Hewa Bora Airways chở từ 60-70 hành khách.
Chiếc máy bay này rơi sau khi cất cánh vào lúc 14h30, giờ địa phương, địa điểm rơi quá đầu đường cất hạ cánh của sân bay một đoạn. Có sáu người sống sót, trong đó có phi công và phụ lái. Danh sách hành khách thì cho rằng có khoảng 100 hành khách, nhưng các báo cáo sau đó chỉ ra rằng có 85 người chết và 6 người sống sót.
Liên minh châu Âu đã đưa tất cả các hãng hàng không của Cộng hòa Dân chủ Congo vào danh sách các hãng hàng không bị cấm ở EU. Tháng 10 năm 2007, một vụ rơi máy bay tương tự cũng xảy ra tại một khu chợ và dân cư tại thủ đô Kinshasa.